# La Perrière (Saboia)
La Perrière foi uma comuna francesa na região administrativa de Auvérnia-Ródano-Alpes, no departamento de Saboia. Estendia-se por uma área de 9,96 km². Em 2010 a comuna tinha 444 habitantes (densidade: 44,6 hab./km²).
Em 1 de janeiro de 2017, foi incorporada à nova comuna de Courchevel.